# Memecylon gabonense
Memecylon gabonense là một loài thực vật có hoa trong họ Mua. Loài này được (Peirre ex A. Chev.) Gilg ex Engl. mô tả khoa học đầu tiên năm 1921.